# Minnesota Mr. Hockey
A Minnesota Mr. Hockey egy díj, melyet jégkorongozók között osztanak ki minden évben egyszer. A díjat az a játékos kapja, aki Minnesota állam valamelyik közép iskolájában játszik és kimagasló teljesítményt nyújt az évben.

## A díjazottak
| Év   | Díjazott          | Iskola                            |
| ---- | ----------------- | --------------------------------- |
| 2014 | Avery Peterson    | Grand Rapids                      |
| 2013 | Grant Besse       | Benilde-St. Margaret's            |
| 2012 | Justin Kloos      | Lakeville South                   |
| 2011 | Kyle Rau          | Eden Prairie                      |
| 2010 | Nick Bjugstad     | Blaine                            |
| 2009 | Nick Leddy        | Eden Prairie                      |
| 2008 | Aaron Ness        | Roseau                            |
| 2007 | Ryan McDonagh     | Cretin-Derham Hall                |
| 2006 | David Fischer     | Apple Valley High School          |
| 2005 | Brian Lee         | Moorhead                          |
| 2004 | Tom Gorowsky      | Centennial High School            |
| 2003 | Nate Dey          | North St. Paul                    |
| 2002 | Gino Guyer        | Greenway                          |
| 2001 | Marty Sertich     | Roseville Area High School        |
| 2000 | Paul Martin       | Elk River                         |
| 1999 | Jeff Taffe        | Hastings                          |
| 1998 | Johnny Pohl       | Red Wing High School              |
| 1997 | Aaron Miskovich   | Grand Rapids High School          |
| 1996 | Dave Spehar       | East High School                  |
| 1995 | Erik Rasmussen    | Saint Louis Park High School      |
| 1994 | Mike Crowley      | Bloomington Jefferson High School |
| 1993 | Nick Checco       | Bloomington Jefferson             |
| 1992 | Brian Bonin       | White Bear Lake Area High School  |
| 1991 | Darby Hendrickson | Richfield Senior High School      |
| 1990 | Joe Dziedzic      | Edison High School                |
| 1989 | Trent Klatt       | Osseo Senior High School          |
| 1988 | Larry Olimb       | Warroad                           |
| 1987 | Kris Miller       | Greenway                          |
| 1986 | George Pelawa     | Bemidji                           |
| 1985 | Tom Chorske       | Southwest High School             |